# Расинг (футбольный клуб, Кордова)
«Ра́синг» (Кордова) (исп. Club Atlético Racing; Racing de Córdoba) — аргентинский футбольный клуб из города Кордова. В 1980 году «Расинг» стал вице-чемпионом Аргентины в турнире Насьональ. С 1990 года выступает в низших дивизионах чемпионата Аргентины.

## История

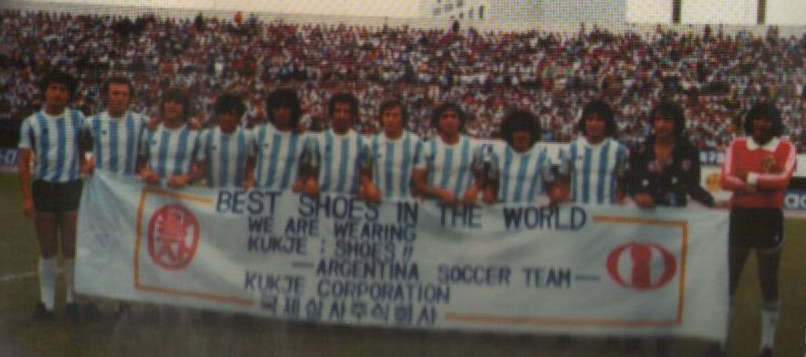
«Расинг» в 1981 году.

Клуб был основан 14 декабря 1924 года в округе Кордовы Нуэва-Италия. На волне развития футбола в Кордове в 1970-е годы клуб постепенно стал подниматься от регионального чемпионата к аргентинской Примере, где дебютировал в турнире Насьональ 1978 года.
Через два года «Расинг» провёл лучший сезон в своей истории. Команда, которую возглавлял Альфио Басиле, дошла до финала чемпионата. В четвертьфинале «Расинг» обыграл «Архентинос Хуниорс», в котором блистал молодой Диего Марадона, а в четвертьфинале был сильнее опытного «Индепендьенте». В финале «кордовская академия» уступила в двухматчевом противостоянии «Росарио Сентралю» с общим счётом 3:5 (проигрыш 1:5 и победа 2:0).
Команда была участницей Высшего дивизиона чемпионата Аргентины до 1990 года, а затем ни разу не возвращалась в элиту. Напротив, с 2005 года «Расинг» уже не мог подняться выше третьего дивизиона (Турнир Федераль A), в 2013 году вылетел в четвёртый дивизион (Турнир Федераль B).
Главные соперники «Расинга» — другие клубы из Кордовы: «Тальерес», «Институто» и «Бельграно».

## Достижения
- Вице-чемпион Аргентины (1): 1980 (Насьональ)
- Чемпион Аргентины в Третьем дивизионе (2): 1999, 2003/04